# Kotelnichsky (huyện)
Huyện Kotelnichsky (tiếng Nga: ? райо́н) là một huyện hành chính tự quản (raion), của Tỉnh Kirov, Nga. Huyện có diện tích 3919 km², dân số thời điểm ngày 1 tháng 1 năm 2000 là 22700 người. Trung tâm của huyện đóng ở Kotel'nich.